# アントワーヌ・ペヴスナー
アントワーヌ・ペヴスナー（Antoine Pevsner, Антуан Певзнер, 1886年1月18日 - 1962年4月12日）は、ロシア・アヴァンギャルドの美術家、画家。ロシア構成主義の命名者の1人とされることがあり（ただし、メドゥニツキー（Константин Константинович Медуницкий, 1899年-1935年）とステンベルグ兄弟を命名者とする文献もある）、構成主義への初期からの参加者でもある。なお、ナウム・ガボは実弟。「ペヴスナー」は「ペヴスネル」（ロシア語風には「ペヴズネル」）とされることもある。

## 略歴
1909-1910年にかけてサンクトペテルブルクの「芸術アカデミー」で学ぶ。
1911年から1913年にかけてパリで美術を学ぶ。
一旦モスクワに戻ったが、1914年には第一次世界大戦の開始を受けてデンマークのコペンハーゲンに移り、1915年にはナウム・ガボとともにノルウェーのオスロに移る。
1917年の2月革命後、ガボとともにモスクワに戻り、モスクワで教師などをする（スヴォマスなどで）。
1920年にはガボとともに「リアリズム宣言」を発表。
1923年には、スターリンから逃れパリに移住。その後長らくパリにとどまる。
1931年には「アプストラクシオン・クレアシオン」に参加。
1948年には、ニューヨーク近代美術館において、「ガボ・ペヴスナー展」を開催。
パリ生活が長いためか、「アントワーヌ・ペヴスナー」というフランス風の呼び名が日本ではよく使われる。

## 名前に関して
アントワーヌ・ペヴスナーの名前については、次の点が明確ではない。
1. ファーストネームについては、「アントワーヌ（アントゥアン）」以外にも「アントン（Anton, Антон）」、「ナタン（Natan, Натан）」が挙げられる場合があるが、これらの関係は明らかではない。
2. 父称については、「Борисович」（ボリソヴィチ）、「Абрамович」（アブラモヴィチ）、「Беркович」（ベルコヴィチ）の3つが挙げられることがあるが、この3つの関係は明らかではない。